# Далматинска Србија
Далматинска Србија (лат. Serblia Dalmatica) је историјски термин, који су употребљавали поједини старији аутори, међу којима су били Данијеле Фарлати и његови сарадници, који су у свом познатом историографском делу под насловом Illyricum sacrum употребљавали тај појам ради означавања оних српских земаља које су се налазиле приморју, односно у далматинском залеђу, а то су: Неретљанска област, Захумље, Травунија, Конавли и Дукља. Поред Далматинске Србије у приморским областима, такође су помињали и унутрашњу (средоземну) Србију у континенталном залеђу (Рашка и Босна), а појам Далматинске Србије су употребљавали и неки каснији истраживачи.
Таква терминологија је у радовима Фарлатија и његових сарадника употребљавањна првенствено у склопу излагања о раној средњовековној историји српских земаља, уз позивање на геополитичке односе који су описани у познатом историографском делу византијског цара Константина VII Порфирогенита (945-959) под насловом De administrando imperio. Поменутим ауторима из Фарлатијевог круга је такође било познато да су Срби у делима разних византијских писаца називани и Далматима, у смислу терминолошког анахронизовања, одноно преношења древних античких имена на савремене народе, што је био веома раширен обичај у византијској историографији.
Комбиновањем података из Порфирогенитових радова са подацима из Летописа попа Дукљанина, Фарлати и његови сарадници су настојали да опишу историјска збивања из раног средњовековног периода на источним обалама Јадранског мора, тако да су све српске приморске области у залеђу Далмације прозвали Далматинском Србијом, а томе је у прилог ишао и познати податак франачог хроничара Ајнхарда, који је у својим Аналима Франачког краљевства (лат. Annales Regni Francorum) забележио, под 822. годином, да су Срби народ који држи велики део Далмације (лат. ad Sorabos, quae natio magnam Dalmatiae partem obtinere dicitur).
Фарлатијева терминолошка подела српских земаља на Далматинску Србију у приморским областима и Средоземну Србију (лат. Serblia Mediterranea) у унутрашњости, сликовито је посведочена и на примеру његовог описа појединих српских држава које су обухватале подручја из обе катедгорије. Приликом описивања територијалног попожаја некадашњег Војводства Светог Саве (Херцеговина, у пуном територијалном опсегу), Фарлати је нагласио да је тој држави припадало и древно Захумље, које је сврстао у Далматинску Србију. Пошто му је било познато да је већи део Војводства Светог Саве припадао српском залеђу, Фарлати је ту државу по претежном припадању сврстао у унутрашњу (средоземну, односно медитеранску) Србију.